# Ulf Quell
Ulf Quell (* 4. März 1969 in Halle (Saale)) ist ein ehemaliger deutscher Volleyball-Nationalspieler und heutiger Volleyballtrainer.

## Karriere als Spieler
Ulf Quell spielte Volleyball auf der Mittelblockposition. Mit dem SC Dynamo Berlin wurde er DDR-Meister und DDR-Pokalsieger. Mit dem SC Berlin wurde er Ostdeutscher Meister und Pokalsieger. Beim SCC Berlin spielte er an der Seite von René Hecht, Franko Hölzig, Ronald Triller, Robert Dellnitz, Marco Liefke, Stefan Hübner, Norbert Walter, Frank Dehne und Björn Andrae. Hier wurde er 1993 Deutscher Meister und dreimal Deutscher Pokalsieger (1994, 1996 und 2000). Zuletzt spielte er auf der neugeschaffenen Position des Libero. Ulf Quell hatte auch zahlreiche Einsätze in der A-Nationalmannschaft.

## Karriere als Trainer
Nach Beendigung seiner aktiven Laufbahn wurde Ulf Quell 2001 Co-Trainer beim SCC Berlin an der Seite von Mirko Culic. Ein Jahr später wechselte er an den Bodensee zum VfB Friedrichshafen und wurde Co-Trainer von Stelian Moculescu. Hier wurde Ulf Quell siebenmal Deutscher Meister, siebenmal Deutscher Pokalsieger sowie 2007 Champions-League-Sieger. 2012/13 betreute Quell zusätzlich die deutsche Junioren-Nationalmannschaft. Von 2013 bis 2016 war Quell Cheftrainer beim Bundesligisten Chemie Volley Mitteldeutschland. Anschließend wechselte er zum luxemburgischen VC Strassen.

## Privates
Ulf Quell ist geschieden und hat zwei Kinder.